# Zlaté Hory
Zlaté Hory é uma cidade checa localizada na região de Olomouc, distrito de Jeseník.